# Arance
Arance est une ancienne commune française du département des Pyrénées-Atlantiques. Le 1er janvier 1972 (arrêté préfectoral du 29 décembre 1971), la commune fusionne avec Gouze, Lendresse et Mont pour former la nouvelle commune de Mont.
osc

## Géographie
Arance est un village du Béarn, sur la rive droite du gave de Pau et à l'ouest de Lacq.

## Toponymie
Le toponyme Arance est mentionné en 1343 (notaires de Pardies) et apparaît sous les formes 
Aransse (1383, contrats de Luntz), 
Aransia (1451, notaires de Lucq), 
Aransa (1538, réformation de Béarn) et 
Arance sur la carte de Cassini (fin XVIIIe siècle).
Michel Grosclaude propose deux hypothèses d’origine basque, soit arrantz (« végétation d’épineux ») ou aran (« vallée ») augmenté du suffixe -tze.
Estaria est une ferme d’Arance, citée sous la forme Estariaa en 1344 (notaires de Pardies).

## Histoire
Paul Raymond note qu'en 1385, Arance dépendait du bailliage de Pau et comptait 27 feux. Dès cette époque, un bac existait à Arance pour franchir le gave.

## Démographie
| 1793 | 1800 | 1806 | 1821 | 1831 | 1836 | 1841 | 1846 | 1851 |
| ---- | ---- | ---- | ---- | ---- | ---- | ---- | ---- | ---- |
| 433  | 443  | 381  | 433  | 487  | 511  | 490  | 487  | 438  |

| 1856 | 1861 | 1866 | 1872 | 1876 | 1881 | 1886 | 1891 | 1896 |
| ---- | ---- | ---- | ---- | ---- | ---- | ---- | ---- | ---- |
| 420  | 400  | 412  | 368  | 364  | 383  | 351  | 303  | 308  |

| 1901 | 1906 | 1911 | 1921 | 1926 | 1931 | 1936 | 1946 | 1954 |
| ---- | ---- | ---- | ---- | ---- | ---- | ---- | ---- | ---- |
| 314  | 327  | 304  | 269  | 256  | 259  | 232  | 195  | 221  |

| 1962 | 1968 | - | - | - | - | - | - | - |
| ---- | ---- | - | - | - | - | - | - | - |
| 283  | 169  | - | - | - | - | - | - | - |

## Culture locale et patrimoine

### Patrimoine religieux
L'église Saint-Barthélemy date du XIXe siècle. Elle est inscrite à l'Inventaire général du patrimoine culturel.

## Pour approfondir